# Too Much Information (Duran Duran)
Too Much Information è un singolo del gruppo musicale britannico Duran Duran, pubblicato nel 1993 ed estratto dall'album Duran Duran (noto anche come The Wedding Album).

## Tracce
- 12" (UK)

1. Too Much Information (Ben Chapman 12" Instrumental Dub) - 6:00
2. Drowning Man (D:Ream Mix) - 6:19
3. Drowning Man (Ambient Mix) - 6:44
4. Too Much Information (Deptford Dub) - 5:43

## Video
Il videoclip della canzone è stato diretto da Julien Temple.  

## Classifiche
| Classifica (1993) | Posizione raggiunta |
| ----------------- | ------------------- |
| Regno Unito       | 35                  |

## Formazione
- Simon Le Bon - voce
- Warren Cuccurullo - chitarra
- John Taylor - basso
- Nick Rhodes - tastiera